# Macaria bisignata
Macaria bisignata, conocida (en inglés) como Red-headed Inchworm o la "oruga de cabeza roja", es una polilla perteneciente a la familia Geometridae, descrita por primera vez por Francis Walker en 1866. Se distribuye desde Terranova hasta Georgia, al oeste de Arizona y al norte de Ontario.

## Descripción
Es una polilla pequeña, con una envergadura de unos 25 milímetros (1 plg). La cabeza es de color marrón rojizo a ocre que contrasta con el tórax y el abdomen de color gris más pálido. Las alas son color amarillo, moteados de marrón claro, con un ligero sombreado más oscuro en la región de la costa.

### Alas
Una característica particular, parecido que comparte con M. bicolorata, es que las marcas de color marrón oscuro en las alas que representan las líneas antemedial, medial y posmedial suelen estar representadas únicamente por manchas oscuras en la costa o borde del ala anterior. Cuentan con una gran barra subrectangular de color castaño, ubicada en el extremo costal de la línea subterminal y que suele ser prominente. También suele haber una mancha oscura más pequeña entre M3 y CuA1,: Notas 1  a lo largo de la línea subterminal en la parte inferior, donde muchos miembros de este género presentan una gran mancha.

### Larvas

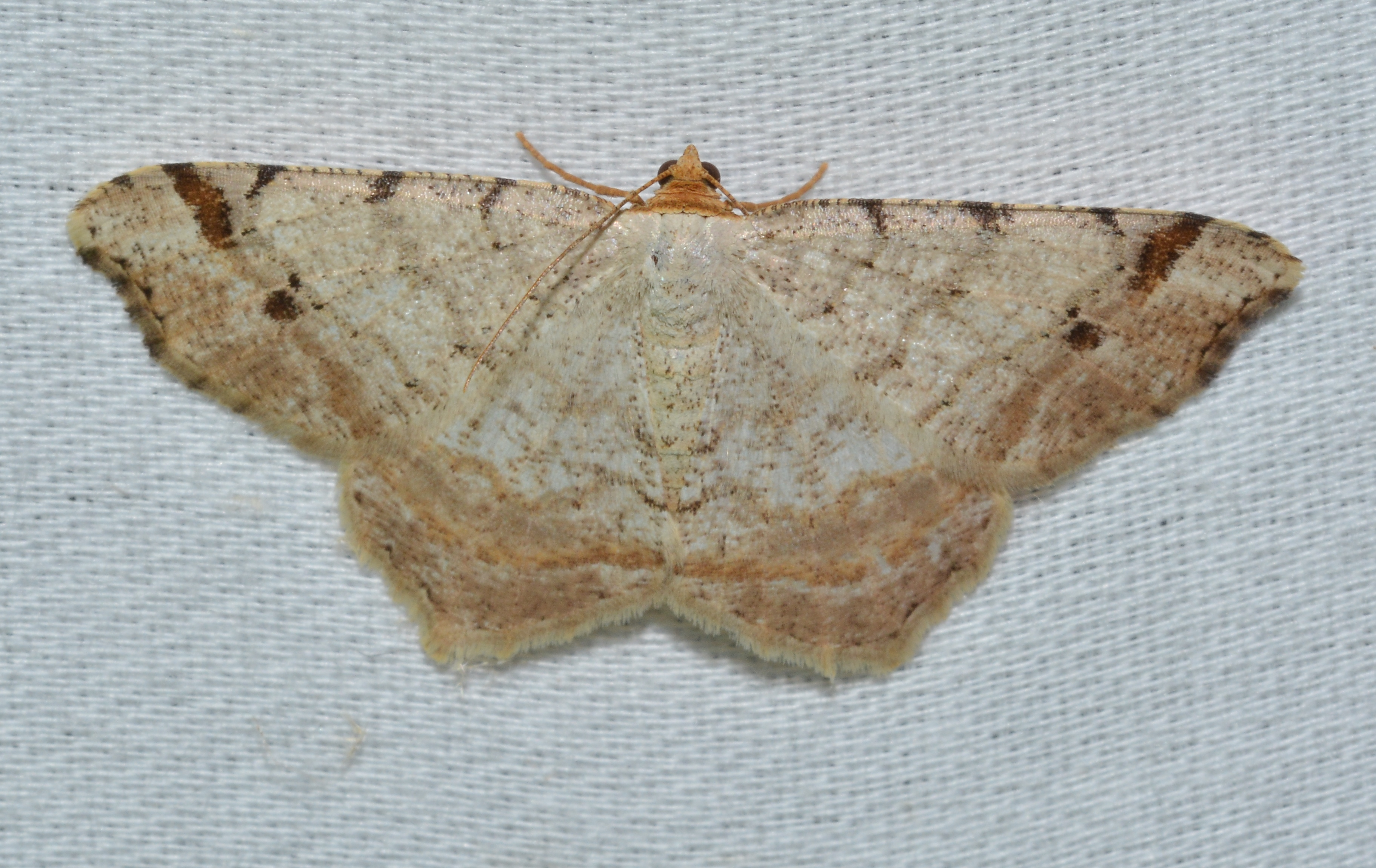
Como su nombre lo indica, es una especie de cabeza rojiza.

Pertenece a un grupo de especies cuyas orugas son todas similares entre sí, con excepción de la M. aequiferaria: son de color verde brillante o rojizo, con franjas subdorsales y subespiraculares de color crema, del mismo color que el envés de una hoja de abeto, que recorren su cuerpo. Su cuerpo es bastante grueso y uniforme, cuyo cuerpo tiene el ancho y largo de una hoja de abeto.
Dado que tanto las M. minorata como las M. bisignata se alimentan de pino blanco, es necesario criar las larvas hasta la edad adulta para determinar su especie. Sin embargo, ambas pueden distinguirse de las larvas de una tercera especie que se alimenta del pino blanco, Macaria pinistrobata, que presenta finas rayas oscuras ubicadas debajo de la línea subespiracular pálida. También vive en el pino albar.
La cabeza es verde en el centro, rojiza brillante en los lados, moteada de marrón rojizo, y presenta dos manchas ovaladas estrechas y convergentes de color rojo pálido en la parte frontal, justo debajo del vértice; el clípeo está teñido de rojo. Las patas torácicas son rojizas; las abdominales, verdes.

### Especies similares
Es muy similar a Macaria abydata, la cual carece de las marcas marrón oscuro de la costa. El color de fondo (general) de las alas varía de un canela lechoso claro a un marrón grisáceo más oscuro. Mientras que M. bicolorata suele presentar una clara coloración bicolor, con áreas medial y basal muy pálidas y áreas subterminal y terminal más oscuras, M. bisignata suele ser más uniforme, con un color de fondo blanco opaco y diversas tonalidades de marrón grisáceo pálido. La mancha oscura a lo largo de la línea subterminal suele estar bastante desarrollada en las M. bisignata, pero suele estar ausente o reducida en las M. bicolorata.

## Ciclo de vida
Se presentan una a dos generaciones al año, con adultos en vuelo desde mayo a agosto dependiendo de la ubicación. Es una especie que recientemente ha sido descrita fuera de su tiempo tradicional de vuelo, aun hasta noviembre.
La larva se alimenta casi exclusivamente de pinos incluyendo el Pinus strobus. Se ha descrito (poco común) en zonas donde no hay pinos blancos, donde debe estar utilizando otras especies de pino como hospedantes. La mayoría de las especies de su área de distribución consumen las hojas de plantas leñosas de hoja caduca. M. bisignata, por su parte, está más especializada, consumiendo las agujas de pino.